# Spyglass Media Group
Spyglass Media Group (tidigare känt under namnet Spyglass Entertainment) är ett amerikanskt produktionsbolag, samt ett finansföretag anpassat för film och TV, som grundades av Gary Barber och Roger Birnbaum, i augusti 1998 (då under namnet Spyglass Entertainment). Produktionsbolaget och hela dess företag och verksamhet har sitt säte i Century City, som är beläget i de västra delarna av Los Angeles.

## Filmkatalog

### Spyglass Entertainment (1998-2012)
- 1999 – Instinct
- 1999 – Sjätte sinnet
- 1999 – The Insider
- 2000 – Mission to Mars
- 2000 – Shanghai Noon
- 2000 – Tro, hopp, kärlek
- 2001 – Out Cold
- 2002 – Abandon
- 2002 – Dragonfly
- 2002 – Drakarnas rike
- 2002 – Greven av Monte Cristo
- 2003 – Bruce den allsmäktige
- 2003 – Seabiscuit
- 2003 – Shanghai Knights
- 2003 – Uppdraget
- 2004 – Connie and Carla
- 2004 – Mr. 3000
- 2004 – The Perfect Score
- 2005 – En geishas memoarer
- 2005 – Legenden om Zorro
- 2005 – Liftarens guide till galaxen
- 2005 – The Pacifier
- 2006 – Eight Below
- 2006 – Stay Alive
- 2006 – Stick It
- 2007 – Balls of Fury
- 2007 – Evan den allsmäktige
- 2007 – The Invisible
- 2007 – The Lookout
- 2007 – Underdog
- 2008 – 27 Dresses
- 2008 – Borta bäst, hemma värst
- 2008 – Flash of Genius
- 2008 – Livet från den andra sidan
- 2008 – Love Guru
- 2008 – The Happening
- 2008 – The Ruins
- 2008 – Wanted
- 2008 – Welcome Home Roscoe Jenkins
- 2009 – G.I. Joe: The Rise of Cobra
- 2009 – Invictus – de oövervinneliga
- 2009 – Star Trek
- 2010 – Dinner for Schmucks
- 2010 – Get Him to the Greek
- 2010 – Skottår
- 2010 – The Tourist
- 2011 – Footloose
- 2011 – No Strings Attached
- 2011 – The Dilemma
- 2012 – Älska mig igen

### Spyglass Media Group (2019-framåt)
- 2022 – Hellraiser
- 2022 – Scream
- 2023 – Scream VI
- 2023 – Spy Kids: Armageddon
- 2023 – Thanksgiving
- 2023 – The Boys in the Boat
- 2024 – Incoming
- 2024 – Reunion
- 2025 – Heart Eyes